# Pokémon Ranger
Pokémon Ranger (ポケモンレンジャー, Pokemon Renjā) é um jogo da série Pokémon com um novo conceito: comandar temporariamente os monstrinhos. Você usa um "apetrecho" para poder controlá-los e liberá-los depois. É compatível com Pokémon Diamond & Pearl, principalmente para poder obter o lendário ovo do Pokémon Manaphy e transferir para o RPG Clássico.

## Jogabilidade
Pokémon Ranger utiliza de um novo conceito para pegar Pokémon: obtê-los, usá-los e soltá-los. Para isso, utiliza-se o Capture Styler, um aparelho que possibilita que um Pokémon com o Capture Disc e obter o controle dos mesmos. Cercando-o com o Stylus vária vezes faz com que ele seja derrotado e seja dominado por um tempo. De acordo com o tipo do Pokémon, o jogador pode usar o Poké Assist, que varia de Pokémon para Pokémon, tanto em uma batalha quanto no campo. O Poké Assist de cada Pokémon só é usado uma vez, logo após isso, ele é solto. Fiore, a região onde a ação ocorre, tem uma Pokédex chamada Ranger Browser, que cataloga 213 Pokémon.
Há quatro países no continente, representando as estações do ano.

## Enredo
Ao começar o jogo, o jogador pode escolher se o protagonista é um garoto ou garota. Lunick (カズキ, Kazuki) tem como parceiro um Minun e Solana (ヒナタ, Hinata) um Plusle. Ambos têm que impedir que o Team Go-rock squad domine Fiore capturando e usando Pokémon para derrotá-los e se unindo aos membros da Ranger Union, uma legião de Pokémon Rangers que estão espalhados por Fiore. Cada cidade tem um Ranger "Chefe": Spenser - Ringtown, Joel - Fall City, Cameron - Summerland e Elita - Wintown
Juntos, os Rangers têm que derrotar o Team Go-Rock Squad e salvar Fiore da escuridão.

## O ovo do Manaphy
Uma missão especial no jogo envolve salvar um ovo, que é o ovo do lendário Manaphy, do que sobrou foi pego pelo Team Go-Rock Squad. Uma vez terminada a missão, ovo não pode chocar em Fiore, tendo que ser transferido para Sinnoh, ou seja, Pokémon Diamond & Pearl. O jogador deve ter dois Nintendo DS, um contendo Pokémon Ranger, o outro contendo Pokémon Diamond ou Pokémon Pearl. Quando o ovo for transferido, ele poderá chocar e Manaphy sairá de lá no Lv. 1. Só é possível transferir um ovo por cartucho. Depois de transferido, não importa se mudar de sexo e fazer a missão de novo, para passar um novo ovo, você deverá comprar um novo cartucho.

## Recepção
O Pokémon Ranger vendeu 193.337 cópias no Japão em sua semana de lançamento. Em termos de análises de jogos, "Pokémon Ranger" recebeu uma reação bastante positiva, com uma taxa de 70% de GameRankings. IGN deu ao jogo uma pontuação total de 7.1 de 10, citando a apresentação, jogabilidade e gráficos como pontos fortes do jogo, mas também citando o uso do som do jogo como uma grande desvantagem, com questões como o uso do jogo dos sons de 8 bits dos jogos originais de Game Boy como o choro dos Pokémons. A falta de um modo multi-player também foi um ponto negativo na revisão da IGN.
GameSpot deu uma análise semelhante ao IGN, dando ao jogo uma média de 7,5 em 10. GameSpot comentou que o "sistema de captura único" do jogo, "quest de bom tamanho" e "atrativos gráficos 2D e animação" foram os pontos positivos do jogo enquanto comentava questões como possíveis arranhões na tela de toque durante a captura e "seqüências básicas de exploração" "foram os jogos notáveis pontos negativos. Enquanto discutia a qualidade mista de spin-offs de  Pokémon , o Jeremy Parish citou  Pokémon Ranger  como um exemplo, com Parish mais tarde referindo-se a ele como "péssima". Ele cita o diálogo e a história, comentando que enquanto  Pokémon  era um jogo infantil, a escrita em  Ranger  é pior do que nos jogos principais. O colaborador de Retronauts Justin Haywald criticou o HAL Laboratory, que ele diz ser normalmente um bom desenvolvedor, para fazer Ranger.
Em 31 de março de 2008,  Pokémon Ranger  vendeu 2,70 milhões de cópias em todo o mundo.